# Баштанський район (1926—2020)
Башта́нський райо́н — колишній район у східній частині Миколаївської області. Район утворено 1926 року, до 1928 називався Полтавським. 19 липня 2020 року район був ліквідований і включений до нового Баштанського району внаслідок адміністративно-територіальної реформи (у Миколаївській області замість районів 19 стало 4).
До укрупнення 2020 року район межував із Новоодеським, Єланецьким, Новобузьким, Березнегуватським, Снігурівським та Вітовським районами Миколаївської області. Займав площу 170 тис. 616 га, у тому числі ріллі 119,7 тис. га. У районі знаходилося 60 населених пунктів (місто Баштанка і 59 сіл).

## Географія
Район лежить у межах Причорноморської низовини, рельєф низовинний, слаборозчленований, абсолютні відмітки від 70 м в річкових долинах до 100 м на півночі району.
Із корисних копалин значення мають поклади піску та глини. Баштанський район розташований у межах Причорноморської середньостепової фізико-географічної провінції. Пересічна температура січня −4,2°, липня +19.5°, період з температурою понад +10° становить 171 день, понад +15° — 134 дня. Протягом року випадає від 426 до 464 мм опадів.
Баштанський район належить до посушливої, дуже теплої агрокліматичної зони.
Головна річка Інгул (з притокою Громоклією) впадає у Бузький лиман Чорного моря. Малі річки влітку пересихають. Основний земельний фонд складають південні чорноземи, перехідні до звичайних, південних малогумусних і південних солонцюватих чорноземів, місцями — дерново-піщані, в долинах річок — лучно-чорноземні ґрунти.
До природної рослинності належать типчаково-ковилові степи з незначним ксерофітним різнотрав'ям. Є штучно створені лісові масиви на схилах балок та в надзаплавних терасах річок Інгулу і Громоклії. Загальна площа державного лісового фонду — 7406 га. Проводяться протиерозійні заходи, будівництво гідротехнічних споруд, насадження полезахисних та прияружних лісосмуг тощо.

## ПЗФ району
У Баштанському районі є природні заказники місцевого значення з охорони та збереження зональної рослинності та рельєфу.
- Ландшафтно-ботанічні заказники: Лісове урочище «Мар'ївське» (площа 388 га.), «Христофорівські плавні» (200 га.), «Інгульський» (26 га.), «Привільне» (12 га.).
- Ботанічні заказники: «Добра Криниця» (20 га.), «Балка Лозноватка» (20 га.), «Старогорожене» (10 га.), «Виноградівка» (15 га.), «Доброкам'янка» (12 га.).
- Ботанічний пам'ятник природи «Громоклеєвський» (10 га.).

## Транспорт
Автомобільних доріг з твердим покриттям 301,6 км, у тому числі дорога територіального значення Баштанка—Березнегувате протяжністю 26,8 км, регіонального значення — Дніпро—Миколаїв — 47,2 км.

## Населення
Розподіл населення за віком та статтю (2001)
| Стать | Всього | До 15 років | 15-24 | 25-44 | 45-64 | 65-85 | Понад 85 |
| --- | ------ | ----------- | ----- | ----- | ----- | ----- | -------- |
| Чоловіки | 19 474 | 4433        | 2954  | 5899  | 4436  | 1678  | 74       |
| Жінки | 22 033 | 4152        | 2786  | 6061  | 5269  | 3407  | 358      |
| \| Статево-вікова піраміда \| Статево-вікова піраміда \| Статево-вікова піраміда \| \| ----------------------- \| ----------------------- \| ----------------------- \| \| Чоловіки \| Вік \| Жінки \| \| 74 \| 85 + \| 358 \| \| 89 \| 80-84 \| 347 \| \| 317 \| 75-79 \| 885 \| \| 618 \| 70-74 \| 1182 \| \| 654 \| 65-69 \| 993 \| \| 1167 \| 60-64 \| 1620 \| \| 685 \| 55-59 \| 925 \| \| 1164 \| 50-54 \| 1212 \| \| 1420 \| 45-49 \| 1512 \| \| 1709 \| 40-44 \| 1705 \| \| 1556 \| 35-39 \| 1606 \| \| 1319 \| 30-34 \| 1403 \| \| 1315 \| 25-29 \| 1347 \| \| 1351 \| 20-24 \| 1294 \| \| 1603 \| 15-20 \| 1492 \| \| 1911 \| 10-14 \| 1743 \| \| 1361 \| 5-9 \| 1295 \| \| 1161 \| 0-4 \| 1114 \| |        |             |       |       |       |       |          |
| Статево-вікова піраміда |        |             |       |       |       |       |          |
| Чоловіки | Вік    | Жінки       |       |       |       |       |          |
| 74 | 85 +   | 358         |       |       |       |       |          |
| 89 | 80-84  | 347         |       |       |       |       |          |
| 317 | 75-79  | 885         |       |       |       |       |          |
| 618 | 70-74  | 1182        |       |       |       |       |          |
| 654 | 65-69  | 993         |       |       |       |       |          |
| 1167 | 60-64  | 1620        |       |       |       |       |          |
| 685 | 55-59  | 925         |       |       |       |       |          |
| 1164 | 50-54  | 1212        |       |       |       |       |          |
| 1420 | 45-49  | 1512        |       |       |       |       |          |
| 1709 | 40-44  | 1705        |       |       |       |       |          |
| 1556 | 35-39  | 1606        |       |       |       |       |          |
| 1319 | 30-34  | 1403        |       |       |       |       |          |
| 1315 | 25-29  | 1347        |       |       |       |       |          |
| 1351 | 20-24  | 1294        |       |       |       |       |          |
| 1603 | 15-20  | 1492        |       |       |       |       |          |
| 1911 | 10-14  | 1743        |       |       |       |       |          |
| 1361 | 5-9    | 1295        |       |       |       |       |          |
| 1161 | 0-4    | 1114        |       |       |       |       |          |

90,4 відсотків населення району — українці, 4,4 — росіяни. Інші національності (білоруси, молдовани, болгари, євреї, поляки, турки-месхетинці) становлять 5,2 відсотки.
Національний склад населення за даними перепису 2001 року:
| Національність | Кількість осіб | Відсоток |
| -------------- | -------------- | -------- |
| українці       | 37545          | 90,45 %  |
| росіяни        | 1841           | 4,44 %   |
| турки          | 638            | 1,54 %   |
| молдовани      | 514            | 1,24 %   |
| білоруси       | 421            | 1,01 %   |
| інші           | 550            | 1,33 %   |

Мовний склад населення за даними перепису 2001 року:
| Мова       | Кількість осіб | Відсоток |
| ---------- | -------------- | -------- |
| українська | 37925          | 91,37 %  |
| російська  | 2287           | 5,51 %   |
| турецька   | 637            | 1,53 %   |
| молдовська | 315            | 0,76 %   |
| білоруська | 92             | 0,22 %   |
| інші       | 253            | 0,61 %   |

У 60 населених пунктах району проживає 40,7 тис. чол. у тому числі 14,2 тис. — міські жителі.

## Історія
Основна частина населених пунктів району є козацькими поселеннями періоду Запорізької Січі.

### Українська революціятарадянсько-українська війна
Наприкінці XIX — початку ХХ ст. створено Полтавську волость, що входила до Херсонського повіту Херсонської губернії.
З початком української революції 1917 року територія сучасного Баштанського району належить до Української Народної Республіки.
У грудні 1917 року створено волосний революційний комітет, а в січні 1918 року обрано волосну Раду селянських депутатів.
24 серпня 1919 року район захопили денікінці. 16 вересня 1919 року спалахнуло повстання, обрано повстанський комітет, який проголосив Баштанську республіку. 19 листопада 1919 року розгромлено повстанців, початок масових розправ.

### Більшовицька окупація
7 березня 1923 у складі Миколаївської округи Одеської губернії був утворений Привільнянський район.
29 вересня 1926:
- Ольгопільська, Возсіятська, Базилевичівська, Мало-Дворянська, Ново-Миколаївська I-а, Водянська і Ново-Василівська сільради перейшли до новоутвореного Еланецького району;
- Миролюбівська, Софіївська і Ново-Миколаївська сільради перейшли до Ново-Бузького району;
- До району приєднані Полтавська (Баштанська), Єфінгарська, Горженська, Ново-Сергіївська, Ново-Павлівська, Ново-Іванівська, Явкинська і Новогригор'ївська сільради і селища Богомаз, Манжурія, х.х. Трудовий і Ново Горожено Ново-Полтавської сільради Ново-Бузького району;
- До району приєднані Добринська, Мар'янівська і Песківська сільради Миколаївського району;
- Сухоєланецька, Ново-Шмидівська, Воронцовська, Суворівська (без х. Пикарського) сільради і селища Ясна-Поляна, Артемівка і Якимівка Антонівської сільради перейшли до Ново-Одеського району;
- Районний центр Привільнянського району Миколаївської округи перенесений з с. Привільне до с. Полтавки (Баштани), Привільнянський район перейменований на Полтавський (Баштанський).

На підставі постанови Президії ВУЦВК від 7 лютого 1928 року Полтавський район перейменовано на Баштанський.
Після ліквідації округ 15 вересня 1930 райони передані в пряме підпорядкування УСРР.. До складу Баштанського району приєднані Бармашівська, Інгульська, Добрівська, Мар'ївська, Ново-Олександрівська, Ново-Данцигська, Ново-Петрівська та Христофорівська сільради розформованого Миколаївського району.
Навесні 1929 року створено одну із перших в Україні Баштанську машинно-тракторну станцію. В 1929-30 роках в районі створено близько 80 сільгоспартілей.
З утворенням Одеської області 27 лютого 1932 район став її частиною.
В 1932-1933 мешканці району пережили сталінський геноцид — Голодомор. Наприклад, село Піски було занесене на чорну дошку.
17 лютого 1935 з частини Баштанського району утворений новий Привільнянський район, до якого перейшли Привільнянська, Інгульська, Антонівська, Касперо-Миколаївська, Єрмолівська, Ленінська, Лобріївська, Ново-Петрівська, Горожанська, Ново-Полтавська, Ново-Бірзулівська сільські ради

### Друга світова війна
У серпні (12-16) 1941 року гітлерівці захопили район. 3 серпня 1942 року в районі почала діяти підпільна більшовицька організація під керівництвом Івана Якимовича Калениченка.
У жовтні 1943 року підпільні групи сіл Баштанка, Привільне, Новоіванівка, Мар'янівка об'єднались у Баштанський партизанський загін. У березні (9-12) 1944 року з території району вигнано гітлерівські війська. За роки війни на примусові роботи до Німеччини з Баштанського району вивезено 4181 осіб, не повернулося з війни 4390 чол., 679 — зникло безвісти.

### Історичні пам'ятки
Поблизу Баштанки в 1967 році знайдено і проведено розкопки парного скіфського поховання, віднесеного до IV ст. до н. е.
Поблизу с. Інгулки виявлено залишки кількох поселень доби бронзи (ІІІ-ІІ тисячоліття до н. е.) та скіфських часів (VI—II ст. до н. е.). Неподалеку від с. Кашперо-Миколаївка виявлено знаряддя праці епохи мезоліту (10-8 тисяч років тому). В селі Свобода знайдено залишки поселення епохи ранньої бронзи (Ш тисячоліття до н. е.). Поблизу сіл Кашперо-Миколаївка, Новопетрівка, Новофонтанка виявлено залишки п'яти поселень епохи бронзи (II тисячоліття до н. е.) два поселення скіфських часів (V—III ст. до н. е.), поселення та могильник черняхівської культури.
На околиці села Старогорожене виявлено стоянку епохи мезоліту (8 тис. років тому). У Привільному і Старогорожене два поселення і курган епохи бронзи (III—II тисячоліття до н. е.). В селах Привільне та Новобірзулівка виявлено Давньогрецькі міста Північного Причорномор'я (III—II ст. до н. е.) та першого ст. нашої ери, курганний кочівницький могильник (IX—XII ст.).
На південь від села Світлицьке виявлені поселення пізньої бронзи та скіфських часів. Також виявлено поселення на околиці села Мар'ївка, курганне поховання доби бронзи на околиці Новопавлівки.
На околиці села Лук'янівка знайдено 3 стоянки епохи мезоліту (8 тис.років тому), а у с. Михайлівка — поселення епохи пізньої бронзи (кінець II тисячоліття до н. е.) і черняхівської культури (ІІ-V ст.). Поблизу с. Піски виявлено кургани скіфських часів (IV-Ш ст. до н. е.), кургани епохи бронзи (ІІ тисяч. до н. е.).
На околиці с. Плющівка досліджено залишки епохи пізньої бронзи (кінець II тис. до н. е.). В с. Новогеоргіївка, Одрадне, Шляхове проведено розкопки поховань епохи бронзи (III—II тис.до н. е.), скіфських часів (V—III ст. до н. е.), кочівників (XI—XIII ст.). Широковідомий курган «Осипова Могила» біля села Новогеоргіївка. Біля с. Явкине виявлено декілька курганних груп з похованнями епохи бронзи (II тис. до н. е.), скіфської доби та кочівників 10-13 ст.

### НезалежнаУкраїна
З 24 серпня 1991 року район входить до складу Миколаївської області незалежної України.

## Герб і прапор
Герб і прапор Баштанського району затверджені рішенням районної ради № 10 від 24 червня 2010 року.

## Пам'ятники та пам'ятні знаки
У районі є 38 пам'ятників, в тому числі більшовицьких пам'ятників радянсько-української війни — 3, більшовицьких пам'ятників німецько-радянської війни — 35, 4 пам'ятних знака.
Баштанський район постраждав від Голодомору 1932—1933 рр. Наприклад, село Піски було занесене на чорну дошку.
У місті Баштанка облаштовано меморіальний комплекс «Пагорб Слави» в пам'ять про загиблих земляків в роки Другої Світової війни. На центральній площі в 1969 році встановлено гранітну брилу на відзначення 50-річчя Баштанської республіки з листом до нащадків 2019 року. В 1971 році в центральному парку міста встановлено пам'ятник учасникам збройного повстання проти денікінців — Синам Баштанської республіки.
Неподалеку від міста Баштанка, на шляху наступу та відвоювання району більшовиками у 1943 році, встановлено пам'ятник танкістам 23-го танкового корпусу, а в самому місті — пам'ятний знак командиру цього корпусу генерал-лейтенанту Пушкіну Є. Г. На околиці Баштанки є пам'ятний знак воїнам 4-го гвардійського Кубанського кавалерійського корпусу, які відвойовували район в роки війни.

## Персоналії
- Довженко Григорій Овксентійович (1899–1980) — заслужений художник України, народився в Баштанці.

Уродженець Баштанки Роман Іполитович Фощенко (1908–1970) був режисером Київської кіностудії хронікально-документальних фільмів. За період з 1944 року по 1970 він пише сценарії та створює 60 документальних фільмів, кіножурналів.
Літературний критик, доктор філологічних наук, професор Григорій Андрійович В'язовський народився в Баштанці. З 1949 року працював у Одеському державному університеті.
У степовій Новоолександрівці Баштанського району в 1923 році народився відомий український письменник, лауреат Державної премії УРСР ім. Т. Г. Шевченка (1984 р. за роман-трилогію «Степ») Лауреат премії ім. Ю.Яновського (1987 р.) Сизоненко Олександр Олександрович.

## Політика
25 травня 2014 року відбулися Президентські вибори України. У межах Баштанського району було створено 39 виборчих дільниць. Явка на виборах складала — 53,51 % (проголосували 15 871 із 29 662 виборців). Найбільшу кількість голосів отримав Петро Порошенко — 45,99 % (7 299 виборців); Юлія Тимошенко — 16,16 % (2 564 виборців), Сергій Тігіпко — 10,51 % (1 668 виборців), Олег Ляшко — 5,65 % (896 виборців), Анатолій Гриценко — 4,88 % (775 виборців). Решта кандидатів набрали меншу кількість голосів. Кількість недійсних або зіпсованих бюлетенів — 1,64 %.